# Exile (álbum)
Exile (en español: El Exilio) es el segundo álbum de estudio del dúo Inglés Hurts, que saldrá a la venta el 8 de marzo de 2013 por la discográfica RCA Records.

## Información
El 14 de diciembre de 2012, Hurts dio a conocer al público la fecha de lanzamiento de su segundo álbum de estudio mediante el anuncio de una preventa en la tienda en línea, iTunes, junto al sencillo promocional "The Road".
La publicidad para el álbum es una impresionante cinemática de dos minutos, donde se escucha la canción "The Road", dirigido por Nez Khammal, y fue subido a YouTube. Conceptualmente, el video lleva al espectador a un viaje de la vida del dúo Hurts; Theo Hutchcraft y Anderson Adam; la cámara a través de varios cuadros representan las etapas del al desarrollarse. El video musical utiliza un efecto de 'cámara lenta', sobre 30 segundos de película, y fue filmada entre el 1 y 2 de diciembre de 2012 en el Reino Unido.
Además se confirmó una gira europea como parte del álbum.

### Sencillos
El sencillo Miracle fue trasmitido en la radio 1 de la BBC el 4 de enero de 2013, la canción fue lanzado en formato digital el 11 de enero de 2013 en varios países europeos y el 8 de marzo de 2013 en Reino Unido.

## Lista de canciones
| N.º | Título                | Escritor(es)       | Productor(es)              | Duración |  |
| 1.  | «Exile»               | Hurts, Jonas Quant | Hurts, Quant               | 4:17     |  |
| 2.  | «Miracle»             | Hurts              | Hurts, Dan Grech-Marguerat | 3:44     |  |
| 3.  | «Sandman»             | Hurts, Quant       | Hurts, Quant               | 3:54     |  |
| 4.  | «Blind»               | Hurts, Quant       | Quant                      | 4:23     |  |
| 5.  | «Only You»            | Hurts              | Hurts, Quant               | 4:29     |  |
| 6.  | «The Road»            | Hurts              | Hurts                      | 4:35     |  |
| 7.  | «Cupid»               | Hurts, Quant       | Quant                      | 2:42     |  |
| 8.  | «Mercy»               | Hurts              | Hurts, Quant               | 4:06     |  |
| 9.  | «The Crow»            | Hurts              | Hurts                      | 5:33     |  |
| 10. | «Somebody to Die For» | Hurts              | Hurts, Grech-Marguerat     | 4:35     |  |
| 11. | «The Rope»            | Hurts, Quant       | Quant                      | 4:14     |  |
| 12. | «Help»                | Hurts              | Grech-Marguerat            | 4:17     |  |

| Pistas adecionales edición deluxe |          |                               |          |  |
| N.º                               | Título   | Productor(es)                 | Duración |  |
| 13.                               | «Heaven» | Hurts, Quant, Grech-Marguerat | 4:04     |  |
| 14.                               | «Guilt»  | Hurts                         | 2:55     |  |

| Edición deluxe bonus DVD |          |          |  |
| N.º                      | Título   | Duración |  |
| 1.                       | «Россия» | 31:04    |  |

## Fechas de lanzamiento
| País        | Dato                | Discográfica | Formato/s                        | Edición          |
| ----------- | ------------------- | ------------ | -------------------------------- | ---------------- |
| Australia   | 8 de marzo de 2013  | Sony Music   | CD, Descarga digital             | Standard, deluxe |
| Alemania    | 8 de marzo de 2013  | Sony Music   | CD, CD+DVD, LP, descarga digital | Standard, deluxe |
| Suecia      | 8 de marzo de 2013  | Sony Music   | CD, CD+DVD, LP, descarga digital | Standard, deluxe |
| Irlanda     | 8 de marzo de 2013  | Major Label  | CD, CD+DVD, descarga digital     | Standard, deluxe |
| Reino Unido | 11 de marzo de 2013 | Major Label  | CD, CD+DVD, LP, descarga digital | Standard, deluxe |
| Polonia     | 12 de marzo de 2013 | Sony Music   | CD, CD+DVD, LP, descarga digital | Standard, deluxe |
| Italia      | 12 de marzo de 2013 | Sony Music   | CD, CD+DVD, descarga digital     | Standard, deluxe |
| Japón       | 13 de marzo de 2013 | Sony Music   | CD, descarga digital             | Standard         |